# Altdorf (Niederbayern)
Altdorf ist ein Markt im niederbayerischen Landkreis Landshut.

## Geografie

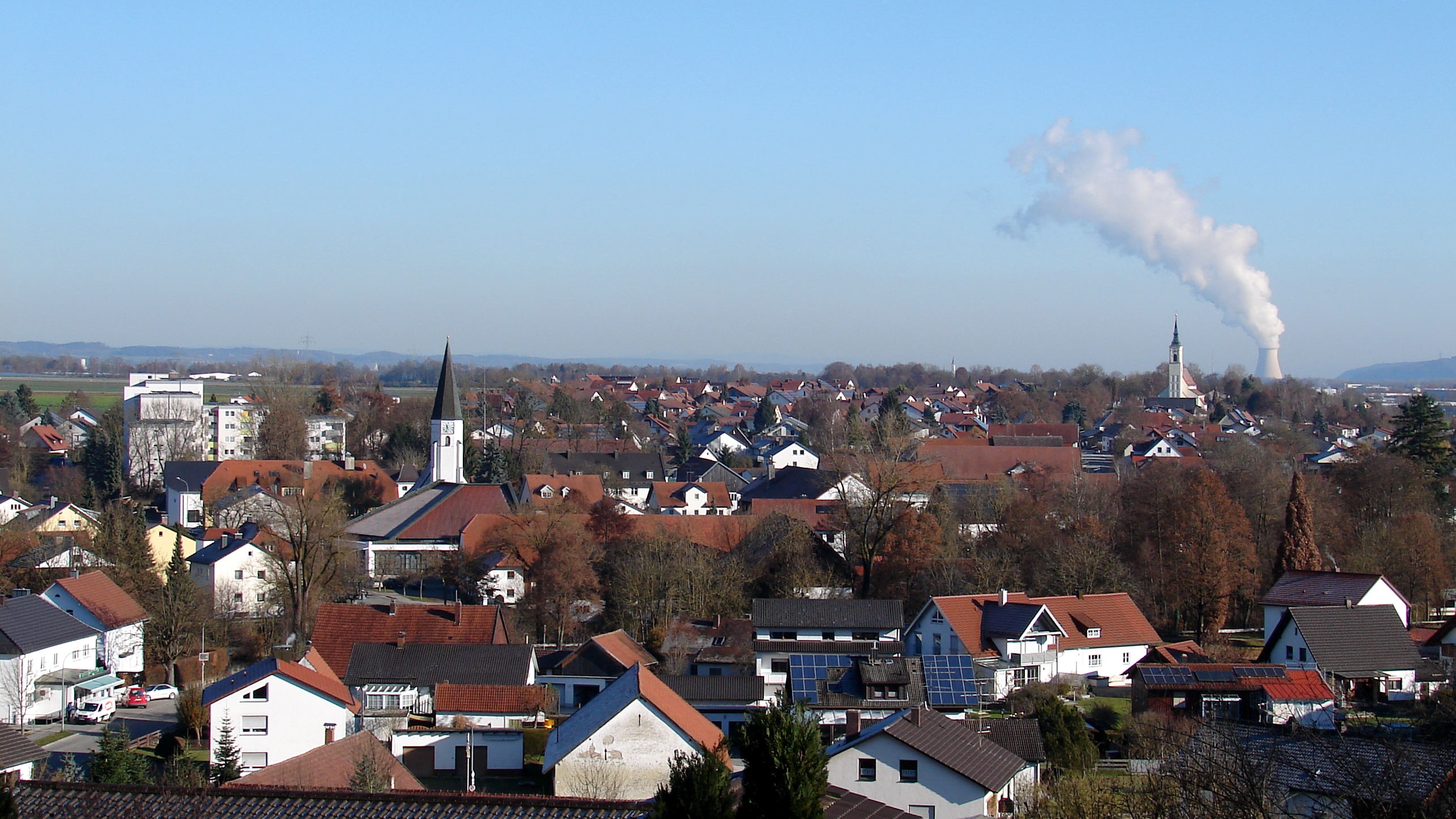
Blick über Altdorf

### Gemeindegliederung
Es gibt 14 Gemeindeteile (in Klammern ist der Siedlungstyp angegeben), die sich folgendermaßen auf die drei Gemarkungen verteilen:
| Gemarkung Altdorf Gemarkungsteil 0 8,15 km² | Gemarkung Eugenbach 7,97 km²                                                | Gemarkung Pfettrach 6,88 km²                                                                                               | Karte mit Gemarkungsgrenzen                                                                                |
| --- | --------------------------------------------------------------------------- | --- | --- |
| - Aich (Weiler) - Altdorf (Hauptort) - Ganslberg (Dorf) - Gstaudach (Weiler) Die Gemarkung Altdorf hat auch einen Gemarkungsteil 1 mit einer Fläche von 1,77 km², der zur kreisfreien Stadt Landshut gehört. | - Dax (Einöde) - Eugenbach (Pfarrdorf) - Oed (Einöde) - Ostergaden (Weiler) | - Abensberg (Dorf) - Buchenthal (Weiler) - Haunmühle (Einöde) - Heindlfeld (Einöde) - Höfen (Dorf) - Pfettrach (Pfarrdorf) | Die Gemarkung Altdorf (farblich hervorgehoben) reicht im Süden und Osten in das Gebiet der Stadt Landshut. |

## Geschichte

### Bis zur Gemeindegründung
789 wurde der Ort erstmals in einer Schriftquelle erwähnt. Die nächst spätere Nennung in einer Urkunde des Klosters Niederaltaich datiert auf das Jahr 864. Bei Grabungen im Zuge von Straßenbaumaßnahmen wurden sechs Pfostengruben in einem Rechteck von 3 m × 7 m freigelegt, die als zu einer Holzkirche aus der zweiten Hälfte des 7. Jahrhunderts gehörend gedeutet werden. Pfettrach mit dem Namen „Phetarah“ kommt in einem um 800 datierenden Übergabebuch des Klosters Mondsee vor. Eugenbach wurde als „Yupinpach“ am 11. November 822 in einer Urkunde des Hochstifts Regensburg aufgeführt.
Altdorf gehörte zum Rentamt Landshut und zum Landgericht Rottenburg des Kurfürstentums Bayern. Im Zuge der Verwaltungsreformen in Bayern entstand mit dem Gemeindeedikt von 1818 die heutige Gemeinde.

### 21. Jahrhundert
Am 16. Juli 2004 überreichte Innenstaatssekretär Georg Schmid der Gemeinde Altdorf die Markterhebungsurkunde.

### Eingemeindungen
Der heutige Markt Altdorf entstand am 1. Januar 1971 durch den Zusammenschluss der Gemeinden Altdorf, Eugenbach und Pfettrach. Seitdem gibt es die drei Gemarkungen Altdorf, Eugenbach und Pfettrach auf dem Gebiet der neuen Gemeinde. Am 1. Juli 1974 wurde der ehemalige Altdorfer Gemeindeteil Löschenbrand in die Stadt Landshut eingegliedert. In der Folge erstreckt sich die Gemarkung Altdorf auch auf das Gebiet der Stadt Landshut (Gemarkungsteil).

### Einwohner
| Jahr | Einwohner |
| ---- | --------- |
| 1840 | 995       |

| Jahr | Einwohner |
| ---- | --------- |
| 1900 | 1483      |

| Jahr | Einwohner |
| ---- | --------- |
| 1939 | 2011      |

Gemäß Bayerischem Landesamt für Statistik  haben sich die Einwohnerzahlen jeweils zum 31. Dezember eines Jahres wie folgt entwickelt:
| Jahr | Einwohner |
| ---- | --------- |
| 1950 | 03084     |
| 1960 | 03.002    |
| 1970 | 04.408    |
| 1980 | 08.390    |
| 1990 | 09.849    |
| 1995 | 10.135    |
| 2000 | 11.072    |

| Jahr | Einwohner |
| ---- | --------- |
| 2005 | 11.265    |
| 2006 | 11.201    |
| 2007 | 11.143    |
| 2008 | 11.172    |
| 2009 | 11.201    |
| 2010 | 11.164    |
| 2011 | 10.997    |

| Jahr | Einwohner |
| ---- | --------- |
| 2012 | 11.084    |
| 2013 | 11.036    |
| 2014 | 11.083    |
| 2015 | 11.158    |
| 2016 | 11.197    |
| 2017 | 11.203    |
| 2018 | 11.215    |

| Jahr | Einwohner |
| ---- | --------- |
| 2019 | 11.178    |
| 2020 | 11.174    |

| Alter         | Einwohner nach Alter |
| ------------- | -------------------- |
| jünger als 18 | 17,6 %               |
| 18 bis 29     | 13,1 %               |
| 30 bis 49     | 27,9 %               |
| 50 bis 64     | 21,7 %               |
| älter als 65  | 19,7 %               |

Seit 1978 hat sich die Einwohnerzahl bis 2015 um 5409 erhöht. Das entspricht einem Wachstum von 94,09 Prozent. In den letzten zehn Jahre schrumpfte die Einwohnerzahl um 0,38 Prozent. In den letzten fünf Jahren nahm sie um 1,46 Prozent zu.
Im Zeitraum 1988 bis 2018 stieg die Einwohnerzahl von 9.539 auf 11.215 um 1.676 bzw. um 17,6 %.

## Politik
Acht Monate nach Kriegsende fanden am 27. Januar 1946 die ersten Kommunalwahlen (Gemeinderatswahlen) in den kreisangehörigen Gemeinden Bayerns statt. In den Monaten April und Mai 1946 folgten dann noch die ersten Wahlen der Bürgermeister, Landräte sowie Kreistage. 2006 wurde das 60-jährige Jubiläum begangen.
Gemeindefinanzen
Im Jahr 2022 betrugen die Gemeindesteuereinnahmen 16.082 €, davon waren 6.092.000 € Gewerbesteuereinnahmen (netto).
Die Hebesätze für die Gemeindesteuern in 2014 waren:
- Grundsteuer A: 320 Prozent
- Grundsteuer B: 320 Prozent[15]
- Gewerbesteuer: 380 Prozent[16]

Der Markt Altdorf ist Mitglied in folgenden Zweckverbänden:
- Regionaler Planungsverband Landshut
- Zweckverband zur Wasserversorgung der Isar-Gruppe I
- Zweckverband zur Wasserversorgung der Pfettrach-Gruppe

Die Marktverwaltung erbringt 304 behördliche Leistungen.

### Marktgemeinderat
Der Gemeinderat besteht aus 24 Personen und dem Ersten Bürgermeister. Nach der Kommunalwahl 2020 (zum Vergleich: Kommunalwahl 2014) sind darunter 17 (17) Männer und sieben (sieben) Frauen. Sie führte zu folgender Sitzverteilung im Gemeinderat:
- CSU 9 (10) Sitze,
- Bürger- und Umweltliste 7 (4) Sitze.
- SPD//Parteilose Wähler 4 (6) Sitze sowie
- Freie Wähler 4 (4) Sitze.

Bei der Wahl waren 8.856 (8.875) Bürger stimmberechtigt. 4.556 (3.892) davon haben als Wähler teilgenommen, was einer Wahlbeteiligung von  51,4 (43,9) Prozent entspricht.
Die Kommunalwahlen seit 2008 führten zu folgenden Sitzverteilungen im Marktgemeinderat:
|      | CSU | SPD/Parteilose Wähler | Freie Wähler | Bürger- und Umweltliste | Gesamt   |
| 2008 | 11  | 8                     | 3            | 2                       | 24 Sitze |
| 2014 | 10  | 6                     | 4            | 4                       | 24 Sitze |
| 2020 | 9   | 4                     | 4            | 7                       | 24 Sitze |

### Bürgermeister
Erster Bürgermeister ist seit 2020 Sebastian Stanglmaier (Bürger- und Umweltliste).
Von 1996 bis 2008 war Josef Sehofer (SPD/Parteilose Wähler) Bürgermeister von Altdorf. Im Jahr 2008 wurde Franz Kainz (CSU) gewählt, der das Amt bis zu seinem Tod am 7. Mai 2012 innehatte. Nach dem Tode von Kainz leitete der zweite Bürgermeister Helmut Maier (CSU) kommissarisch das Rathaus, ehe er am 29. Juli 2012 zum 1. Bürgermeister gewählt wurde. Bei der Kommunalwahl 2014 wurde er im Amt bestätigt, 2020 unterlag er in der Stichwahl mit 46,0 Prozent der Stimmen knapp seinem Herausforderer Sebastian Stanglmeier.
Ehemalige Bürgermeister
| Amtszeit  | Bürgermeister |
| --------- | ------------- |
| 1996–2008 | Josef Sehofer |
| 2008–2012 | Franz Kainz   |
| 2012–2020 | Helmut Maier  |

### Wappen
| | Blasonierung: „Geteilt im Schneckenschnitt von Blau, Weiß und Rot.“ |
| Wappenbegründung: Die Gemeinde übernahm das Wappen des um 1420 mit einem Eberhard erstmals genannten Ortsadelsgeschlechts der Altdorfer, das als Landshuter Patrizierfamilie bekannt wurde. Hanns Altdorfer war Ratsherr in Landshut und herzoglicher Kämmerer. Die Altdorfer-Kapelle mit dem spätgotischen Grabmal in der dortigen Martinskirche belegt die enge Verbindung. Auch der berühmte Maler Albrecht Altdorfer wird der Familie zugerechnet, deren Landshuter Linie um 1520 ausgestorben ist. Das mit ministerieller Zustimmung vom 14. Dezember 1954 von der Gemeinde angenommene Wappen hält also die Erinnerung an den Ortsadel wach. |                                                                     |

### Gemeindepartnerschaften
- Italien: San Vito di Leguzzano im Veneto
- Österreich: Pinsdorf in Oberösterreich

## Wirtschaft und Infrastruktur
In Folge einer entsprechenden Bewertung der Wirtschaftskraft des Marktes Altdorf sind die Schlüsselzuweisungen von 904.828 Euro im Jahr 2019 um 53 Prozent auf 1.384.388 Euro für das Jahr 2020 angestiegen.
| Zuweisungen an | Jahr      | Jahr      | Jahr      | Jahr      | Jahr    | Jahr      |
| Zuweisungen an | 2015      | 2016      | 2017      | 2018      | 2019    | 2020      |
| -------------- | --------- | --------- | --------- | --------- | ------- | --------- |
| Markt Altdorf  | 1.591.428 | 1.331.408 | 1.042.184 | 2.524.056 | 904.828 | 1.384.388 |

### Beschäftigung
Es gab 2013 (2008) im produzierenden Gewerbe 857 (735) und im Bereich Handel, Verkehr, Gastgewerbe 674 (617) sozialversicherungspflichtig Beschäftigte am Arbeitsort. In sonstigen Wirtschaftsbereichen ohne Land- und Forstwirtschaft waren am Arbeitsort 942 (691) Personen sozialversicherungspflichtig beschäftigt. Sozialversicherungspflichtig Beschäftigte am Wohnort gab es insgesamt 4.362 (4.061). Im verarbeitenden Gewerbe (sowie Bergbau und Gewinnung von Steinen und Erden) gab es 2013 vier Betriebe (gleichbleibend seit 2007), im Bauhauptgewerbe waren dies 2014 sieben Betriebe; 2010 waren dies noch zehn.

### Land- und Forstwirtschaft
Im Bereich der Land- und Forstwirtschaft gab es 2013 (2008) sieben (acht) sozialversicherungspflichtig Beschäftigte am Arbeitsort. Zudem bestanden im Jahr 2010 (1999) 33 (57) landwirtschaftliche Betriebe.
| Betriebsgröße in ha | Anzahl der Betriebe | Anzahl der Betriebe |
| Betriebsgröße in ha | 1999                | 2010                |
| ------------------- | ------------------- | ------------------- |
| unter 5             | 10                  | -                   |
| 5 bis unter 10      | 10                  | 4                   |
| 10 bis unter 20     | 9                   | 7                   |
| 20 bis unter 50     | 18                  | 13                  |
| 50 oder mehr        | 10                  | 9                   |
| Gesamt              | 57                  | 33                  |

Die landwirtschaftlich genutzten Fläche betrug 2013 1.364 ha (1.526 ha). Davon waren 1.234 ha (1.333 ha) Ackerfläche. Gab es 1999 noch 185 ha ertragreiche Dauergrünfläche so wurden 2010 keine solche Flächen mehr statistisch erfasst. Seit 1999 ist die Zahl der Rinder um etwa ein Drittel, die der Milchkühe um etwas mehr als ein Viertel und die der Hühner um etwa 40 Prozent zurückgegangen. Lediglich die Anzahl der Schweine hat sich bis 2010 mit 3.106 nahezu verdoppelt. Damit sind sowohl der Ackerbau als auch die Viehzucht rückläufig.
| Tierart                                                    | Anzahl | Anzahl |
| Tierart                                                    | 1999   | 2010   |
| ---------------------------------------------------------- | ------ | ------ |
| Rinder                                                     | 1410   | 992    |
| Milchkühe (bereits in der Gesamtzahl der Rinder enthalten) | 429    | 308    |
| Schweine insgesamt                                         | 1623   | 3106   |
| Hühner insgesamt                                           | 3504   | 2111   |

### Bauen und Wohnen
| Gemeindeteil        | Wohnbauflächen ausgewiesene Baugebiete | unbeplanter Innenbereich | ausgewiesene gewerbliche Bauflächen     | Ackerland |
| ------------------- | -------------------------------------- | ------------------------ | --------------------------------------- | --------- |
| Altdorf             | 280 €                                  | 280 €                    | 90 € / 125 € (BP GE und SO Nördl. Aich) | 10 €      |
| Eugenbach           | 260 €                                  | 200 €                    | 80 €                                    | 9 €       |
| Pfettrach/Höfen     | 210 €                                  | 210 €                    |                                         | 8 €       |
| Haunmühle/Abensberg | 170 €                                  | 170 €                    |                                         | 8 €       |
| Ganslberg           | 140 €                                  | 140 €                    |                                         | 8 €       |

### Breitbandversorgung
Im Rahmen der Richtlinie zur Förderung des Aufbaus von Hochgeschwindigkeitsnetzen im Freistaat Bayern vom 10. Juli 2014 steht den Gemeinden ein Förderbetrag von mindestens 500.000 Euro und maximal 950.000 Euro zur Verfügung; für Altdorf beträgt dieser 600.000 Euro.
Im Dezember 2022 begann der Glasfaserausbau für 2332 Haushalte in Altdorf, diese sollten bis 2026 abgeschlossen sein. Die Bauarbeiten werden von der Telekom ausgeführt.

### Rundfunk
In Altdorf betreibt der Bayerische Rundfunk einen UKW-Sender.

### Energie
Heute (Stand: 21. Februar 2014) liegt der Stromverbrauch im Markt Altdorf bei etwa 83.708 MWh/Jahr. Dem stehen etwa 9.927 MWh/Jahr auf dem Gebiet des Marktes produzierten Stromes aus regenerativen Energiequellen (erfasst über das EEG – Erneuerbare Energien Gesetz) entgegen. Damit liegt der Anteil an Strom aus erneuerbaren Energien bei 12 % (Zum Vergleich: Im Landkreis Landshut beträgt dieser Anteil 43 %.). Der größte Zubau fand in den Jahren 2009 bis 2013 statt.

#### Biomasse
Zirka 171 MWh/Jahr werden in einer Biomasseanlage auf dem Gebiet des Marktes Altdorf erzeugt. Die Biogasanlage befindet sich in:
- Altdorf – 7 kWelektrisch.

#### Photovoltaik
Fast 9.521 MWh/Jahr Solarstrom werden auf dem Gebiet des Marktes Altdorf mit 457 Anlagen auf Dächern von privaten wie gewerblich genutzten Gebäuden produziert. Die installierte elektrische Leistung beträgt knapp 9 MWpeak.

#### Windkraft
Auf dem Gemeindegebiet gab es bisher keine Windkraftanlage. Mit Bescheid vom 13. Januar 2014 wurde von der Regierung von Niederbayern die Sechste Verordnung zur Änderung des Regionalplans Landshut für verbindlich erklärt, die die Verfügbarkeit von Flächen für die Windkraft regelt. Diese sieht weder Vorranggebiete noch Vorbehaltsgebiete für den Markt Altdorf vor. Dennoch befand sich der Markt Stand April 2013 im Verfahren zur Änderung des Flächennutzungsplanes, um Konzentrationszonen für die Windkraftnutzung auszuweisen. Nach der im November 2014 vorliegenden Baugenehmigung war 2015/2016 im Rahmen eines Bürgerbeteiligungsmodells die Errichtung von zwei 180 bzw. 200 m hohen Windrädern in einem Waldgebiet bei Heindlfeld gelegen zur Versorgung von 3000 Haushalten vorgesehen
Gegen den Bau der Windräder formierte sich Widerstand in Form der Bürgerinitiative „Gegenwind“. Vor Gericht kämpfte der „Verein für Landschaftspflege & Artenschutz“ dagegen. Nach mehrinstanzlichen, gerichtlichen Auseinandersetzungen wurden vor der Anwendbarkeit der 10H-Regel die Genehmigungen für ursprünglich zwei Windkraftanlagen (WKA) am Standort in Pfettrach erteilt. Die EnBW gab das Windkraftprojekt in Pfettrach im Januar 2020 endgültig auf.

#### Wasserkraft
Zirka 235 MWh/Jahr werden in zwei Wasserkraftanlagen auf dem Gebiet des Marktes Altdorf erzeugt. Die Wasserkraftanlagen befinden sich in:
- Pfettrach – 6 kWelektrisch und 5 kWelektrisch.

### Bildung
2011 gab es folgende Einrichtungen:

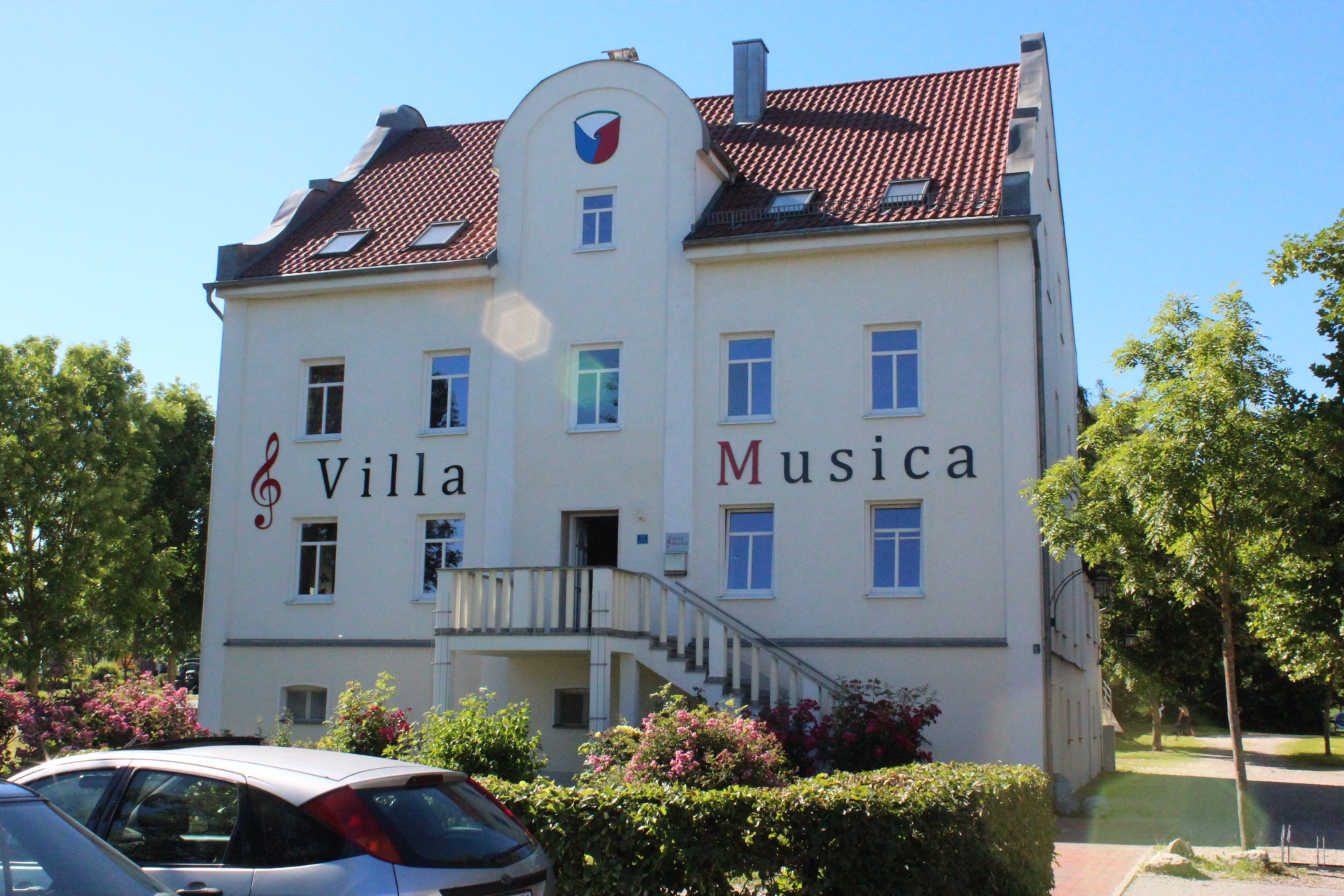
Musikabteilung der VHS: Villa Musica

- Sieben Kindergärten: mit insgesamt 396 Kindern, die von 58 Personen betreut und gefördert wurden.
- Zwei Volksschulen mit 39 Lehrkräften, die in 29 Klassen 609 Schüler unterrichteten (Schuljahr 2010/11).

Es gibt ein Musikinstitut mit dem Namen „Villa Musica“, das Bestandteil der VHS Altdorf ist.

### Verkehr

#### Straßen
Der Markt Altdorf ist an die Bundesautobahn 92 (Hauptverkehrsader im Isartal zwischen München und Deggendorf) mit einer Anschlussstelle angebunden. Durch das Gemeindegebiet führt die Bundesstraße 299 die das Bayerische Chemiedreieck mit dem Industriestandort zwischen Neustadt an der Donau und Ingolstadt verbindet. Wegen des hohen Verkehrsaufkommens gibt es seit Langem eine Ortsumgehung Pfettrach zur Entlastung vom Durchgangs- und Schwerverkehr.
Die 8,6 Mio. Euro teure Altdorfer Nordumgehung in Verlängerung der B 299 hinter der A 92 wurde nach einjähriger Bauzeit im Oktober 2012 freigegeben, um den Ortskern von der Hauptlast des Durchgangsverkehrs (ca. 12.000 Fahrzeuge pro Tag) zu entlasten.
Im Zuge der Bauarbeiten wurde das Gewerbegebiet Am Aicher Feld neben der A 92 erschlossen, in dem sich zahlreiche Betriebe des Einzelhandels niedergelassen haben. Vor einigen Jahren bekam Altdorf eine Südumgehung, die vor allem den Ortsteil Eugenbach entlastet, das Gewerbe- und Industriegebiet Altdorf-Süd erschließt und die Orte Gündlkofen und Bruckberg an den Landshuter Hauptbahnhof und die Industriegebiete Landshut-Bayerwald und Landshut-Nord anbindet.

#### Flugplatz
10 km westlich von Altdorf befindet sich der Verkehrsflugplatz Ellermühle auf Landshuter Stadtgebiet.

#### Bahn
Die durch das Gemeindegebiet führende, am 3. November 1900 eröffnete Bahnstrecke Landshut–Rottenburg wurde bis 25. Mai 1974 im Personenverkehr und bis 1998 im Güterverkehr befahren. Ab Neuhausen wurden die Gleise abgebaut. Auf dem verbliebenen Abschnitt Landshut–Neuhausen fand durch die BayernBahn ein Museumsbahnverkehr statt, dieser wurde jedoch eingestellt. Mit der (weitestgehenden) Stilllegung dieser Bahnstrecke verlor Altdorf auch seinen Bahnanschluss, der nächste Bahnhof ist heute der Landshuter Hauptbahnhof. Das Gleis wird gelegentlich als Abstellgleis für Güterwaggons genutzt.

#### Bus
Durch die Linien 1, 6 und 8 der Landshuter Stadtwerke wie durch einige Regionalbuslinien ist Altdorf an das öffentliche Verkehrsnetz angebunden.

## Kultur und Sehenswürdigkeiten

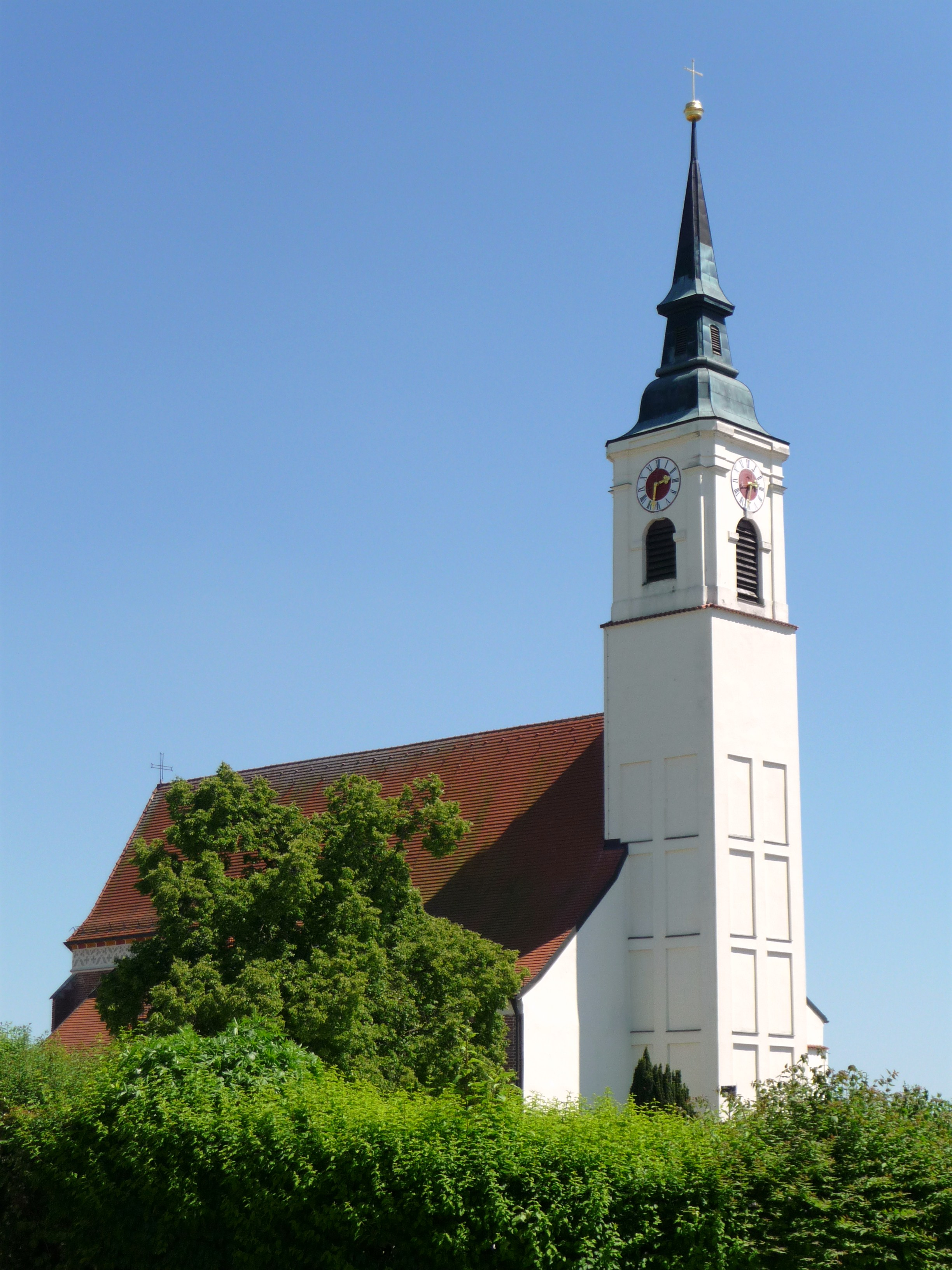
Die Pfarrkirche Mariä Heimsuchung

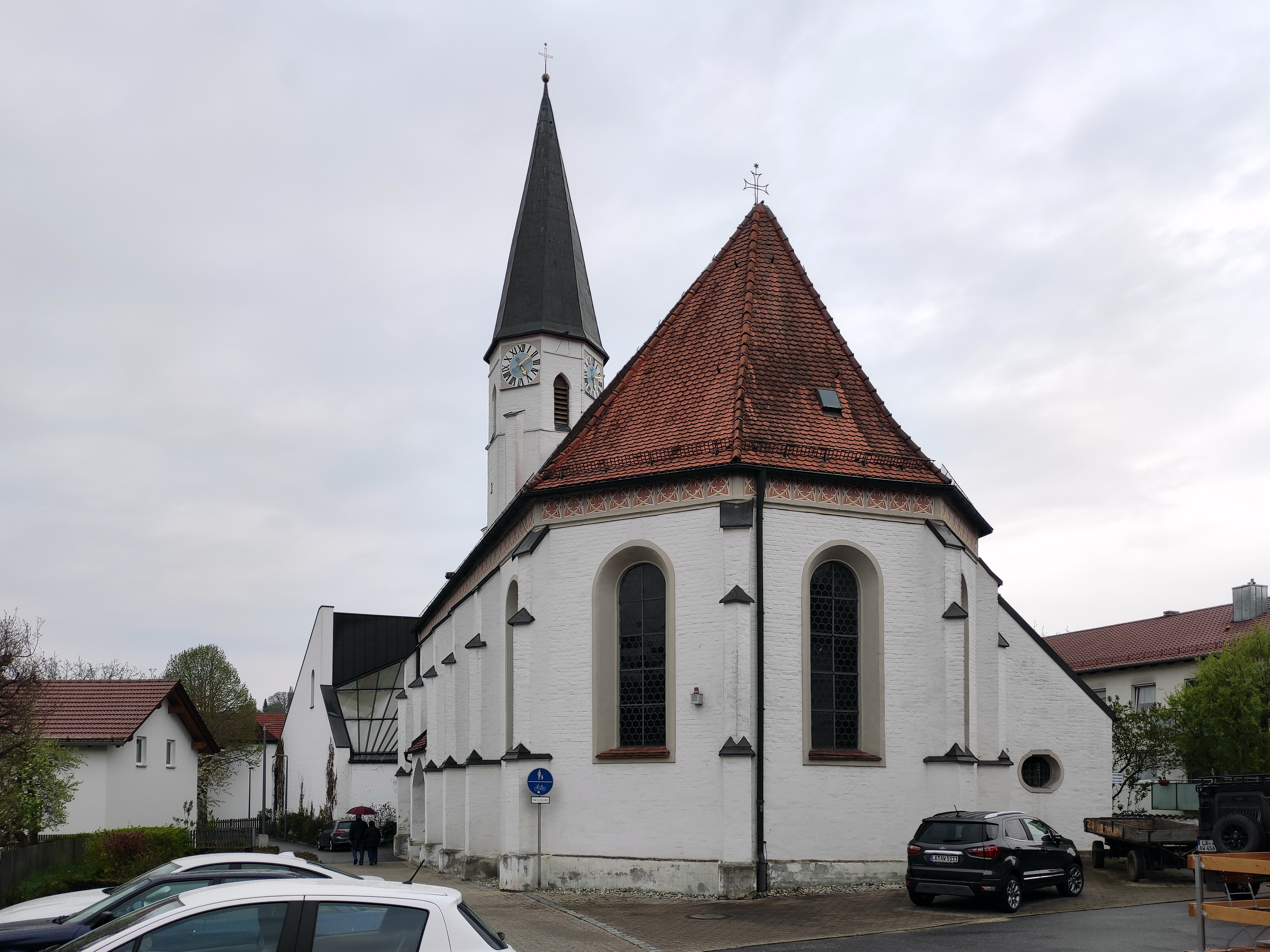
Die römisch-katholische Nebenkirche St. Nikola

Am 13. September 2014 war Altdorf Gastgeber für das Bayern 3 Dorffest.

### Museen
- Heimatmuseum Adlhoch-Haus

### Bauwerke
- Pfarrkirche Mariä Heimsuchung (Frauenkirche). Sie geht auf ein spätromanisches Bauwerk zurück, dessen Turm barock verändert wurde. Die gotische Staffelhalle birgt im 1419 begonnenen Chor um 1500 entstandene Wandgemälde. Das 1466 vollendete Langhaus enthält Fresken aus dem 16. und 17. Jahrhundert. Im Hochaltar (um 1690) befindet sich eine lebensgroße geschnitzte Madonna mit Kind (um 1520), weitere Figuren entstammen dem 15. bis 18. Jahrhundert.
- Kirche St. Nikolaus (Alte Nikolakirche). Errichtet im letzten Viertel des 15. Jahrhunderts, wurde sie später barockisiert und 1982 erweitert. Der Hochaltar stammt von 1670, in der Kirche befinden sich u. a. eine Schnitzfigur des hl. Stephanus (um 1500) und eine Madonna mit Kind (um 1620).

### Regelmäßige Veranstaltungen
- Dezember: Adventssingen (2014 zum 41. Mal).[45]
- Maibaumfest (1. Mai)

## Vereine
Um das kulturelle Leben in Altdorf „kümmert“ sich unter anderem der Kulturverein Initiative e. V. Als Kulturverein hat er sich besonders der Kinder- und Jugendförderung verschrieben. Er organisiert zahlreiche Veranstaltungen und ist an vielen gemeindlichen Aktivitäten beteiligt: z. B. das weit über die Landkreisgrenzen hinweg bekannte Altdorfer Märchenfest.
Weitere Vereine sind:
- Katholische Landjugendbewegung (KLJB) Altdorf
- Eichbaum – Oberndorfer – Schützen Eugenbach
- Hubertusschützen Altdorf
- Isartaler Bogenschützen Altdorf eV
- Schützenverein Pfettrachtaler Pfettrach e. V.
- WSC – Wintersportclub Eugenbach
- DJK Altdorf Tennis, Tischtennis, Fußball
- Freiwillige Feuerwehr Altdorf

## Persönlichkeiten

### Ehrenbürger
- Bischöfl. Geistlicher Rat Kanonikus Ludwig Riederer (1925–2014), langjähriger Pfarrer in Altdorf und Kanonikus im Kollegiatstift St. Martinus und St. Kastulus in Landshut
- Altbürgermeister Sebastian Preißer[47]

### Söhne und Töchter der Stadt
- Albrecht Altdorfer (1480–1538), Maler und Baumeister der Renaissance
- Fred Angerer (1925–2010), in Eugenbach geborener Architekt und Hochschullehrer

### Persönlichkeiten, die vor Ort gewirkt haben
- Fritz Koenig (1924–2017), international renommierter Bildhauer; lebte und arbeitete von 1961 bis zu seinem Tod 2017 auf seinem Anwesen in Ganslberg.
- Rosemarie Seidel (1940–1998), Tischtennisspielerin; lebte und starb in Altdorf